# جهانگیر اوشیدری
جهانگیر اوشیدری (۱۲۹۹-۱ آبان ۱۳۸۳) موبد موبدان زرتشتیان ایران و یکی از پژوهشگران در مورد تاریخ‌نگاری زرتشتیان بود.

## زندگینامه
وی در سال ۱۲۹۹ در شهر کرمان زاده شد و دوران دبستان و دبیرستان را در همان شهر سپری کرد و در سال ۱۳۱۷ وارد دانشکده دامپزشکی دانشگاه تهران شد.
او که سرتیپ ارتش بود، پس از بازنشستگی به مطالعه علوم دینی زرتشتی پرداخت و در سال ۱۳۶۰ از سوی انجمن موبدان به عنوان موبد برگزیده شد و چندین دوره عضو انجمن زرتشتیان بود و پس از درگذشت موبد رستم شهزادی، رئیس انجمن موبدان شد.

## کتابشناسی
موبد اوشیدری دارای تالیفات و پژوهش‌های متعددی در زمینهٔ تاریخ و فرهنگ زرتشتیان ایران بود. از آن جمله می‌توان به:
- نور، آتش، آتشکده در آیین زرتشت
- دانشنامهٔ مزدیسنا: واژه‌نامهٔ توضیحی آیین زرتشت
- تاریخ پهلوی و زرتشتیان
- یادداشت‌های ارباب کیخسرو شاهرخ[۲]
- تاریخچه دامپزشکی و نتایج هجدهمین کنگره بین‌المللی دامپزشکی (در سه جلد)[۲]
- اسب در فرهنگ ایران[۲]